# Розен, Роман Фёдорович
Барон Роман (Роберт) Фёдорович Розен 4-й (1782—1848) — генерал от инфантерии русской императорской армии, член генерал-аудиториата.

## Биография
Родился 31 октября (11 ноября) 1782 года и был сыном полковника нидерландской службы барона Фридриха Адольфа фон Розена (1722—1796) и жены его Гертруды Магдалины урождённой Дерфельден; происходил из дворян Эстляндской губернии. Братья Романа Фёдоровича: Фёдор (1771—1847), Людвиг (1772—1804), Пётр (1778—1831), Отто (1782—1831).
В службу вступил 6 марта 1797 года солдатом в Ревельский гарнизонный полк, 6 июля того же года был произведён в портупей-прапорщики и 31 января 1798 года в прапорщики, в том же году 24 марта произведён в подпоручики и 29 ноября — в поручики. 10 января 1802 года барон Розен был переведён в Тобольский пехотный полк, 19 июля того же года произведён в штабс-капитаны и 5 октября 1806 года — в капитаны.
В октябре того же года вместе с полком он отправился в поход в Пруссию, где оставался до 10 июля 1807 года, принимая участие в сражениях против французских войск: 14 декабря 1806 года под Пултуском, 20 января 1807 года под местечком Янковым, 25 января под местечком Ландсбергом и 27 января под Прейсиш-Эйлау, где был контужен ядром в правый бок. За оказанное в этом сражении отличие барон Розен был награждён особым золотым крестом.
7 ноября 1808 года он был произведён в майоры и в этом чине, состоя в 1-м сводном гренадерском батальоне, принимал участие в Отечественной войне 1812 года. В Бородинском сражении был ранен в правое плечо и в правую ногу. За отличие барон Розен 21 ноября был награждён орденом Св. Георгия 4-й степени № 1094 по кавалерскому списку Судравского и № 2461 по списку Григоровича — Степанова)
В воздаяние ревностной службы и отличия, оказанного в сражении против французских войск 1812 года августа 26, где с неустрашимостию и храбростию водил 1 Сводной гренадерской бригады баталион на батарею и оную взял, причём ранен в правое плечо пулею на вылет.
Произведённый 16 октября 1812 года в подполковники, барон Розен принимал участие в преследовании французских войск в пределах России, Великого герцогства Варшавского, Силезии и Саксонии, и за оказанное в сражении при Люцене и в арьергардных делах отличие был 20 апреля 1813 года произведён в полковники. Участие в сражении 8 и 9 мая при Бауцене доставило барону Розену прусский орден «Pour le Mérite». Затем он участвовал в ряде сражений: дважды при деревне Гисгюбель в Богемии и при городе Пирне, при Дрездене и Лейпциге, за занятие которого получил орден Св. Владимира 4-й степени с бантом.
Совершив поход через всю Германию и вступив в пределы Франции, Розен 30 и 31 января 1814 года командовал бригадой при взятии города Ножана, потом, в феврале, принимал участие в нескольких сражениях — вторично при Ножане, при Бар-сюр-Обе, при взятии города Труа, причём за отличие в последнем деле получил орден Св. Владимира 3-й степени. Затем он находился в авангарде действующей армии, начальствуя над колонной правого фланга, и содействовал разбитию неприятельского корпуса при Фер-Шампенуазе. 18 марта 1814 года он участвовал в сражении под Парижем и за отличие при взятии Парижа был награждён орденом св. Анны 2-й степени с алмазными украшениями.
16 мая 1814 года Розен был назначен командиром Тобольского пехотного полка, 30 августа 1814 года командиром Тамбовского пехотного полка, а 12 октября 1819 года был произведён в генерал-майоры с назначением командиром 3-й бригады 27-й пехотной дивизии. 27 марта 1829 года состоялось назначение Розена начальником 14-й пехотной дивизии и в том же году, 22 сентября, он был произведён в генерал-лейтенанты.
Во время русско-турецкой войны 1828—1829 годов барон Розен сражался на Кавказе и принимал участие в походе на Ахалцых, по завоевании которого управлял Ахалцыхским пашалыком и командовал войсками, в нём расположенными. За благоразумные распоряжения во время управления им Ахалцыхским пашалыком и в воздаяние отлично-усердной службы его получил, 15 апреля 1830 года, орден св. Анны 1-й степени.
С того же года он принимал участие в Кавказской войне, находился в Северном Дагестане и в Кумыкском владении для прекращения происходившего там народного волнения и принимал участие в перестрелке с кембулинцами у селения Гермы 20, 21 и 22 мая.
1 июля 1830 года состоялось назначение барона Розена на должность начальника 21-й пехотной дивизии, к которой он прибыл 4 октября и во главе которой принимал, в начале 1831 года, участие в экспедиции в Белоканы. С 30 июля по 5 августа 1831 года он способствовал отражению неприятельских скопищ от Белоканского укрепления. В следующем году, по случаю отъезда командира Отдельного Кавказского корпуса генерал-адъютанта барона Г. В. Розена на Кавказскую линию, на барона Р. Ф. Розена было возложено командование всеми войсками, находившимися в Грузии и Кавказских провинциях. Эти обязанности он исполнял с 5 июля по 23 ноября, причём в продолжение этого времени начальствовал отрядом войск, собранных для усмирения возмутившихся жителей Джарской области и изгнания из этой области восставшего против России Гамзат-бека, совершив экспедицию из Царских Колодцев за Алазан, заняв Амадат и вытеснив из Мухранского ущелья скопища Гамзат-бека. Энергичные и благоразумные мероприятия Розена по усмирению восстания были в полной мере одобрены командовавшим Отдельным Кавказским корпусом генерал-фельдмаршалом князем Варшавским графом Паскевичем-Эриванским, дважды выразившим за них Розену благодарность.
16 апреля 1834 года барон Р. Ф. Розен был назначен состоять по армии с оставлением в Отдельном Кавказском корпусе, но уже 13 мая следующего года состоялось назначение его на должность начальника 2-й пехотной дивизии и в том же году, 12 июня, он был награждён орденом св. Владимира 2-й степени. 30 декабря 1837 года барон Розен был назначен на должность начальника 2-й гренадерской дивизии. За образцовое состояние полков 2-й пехотной и 2-й гренадерской дивизии за время командования ими Розен получил ряд денежных наград, Высочайших благоволений, а в 1840 году — орден Белого орла.
Ещё в 1830 году барон Розен обратил на себя внимание начальства своими юридическими способностями во время участия его в Военно-судной комиссии по делу о разбойничьей шайке в городе Вильне и по представлению цесаревича великого князя Константина Павловича был за труды по этой Комиссии награждён единовременной выдачей 5000 рублей.
12 октября 1840 года он был назначен членом Генерал-аудиториата и, состоя в этой должности, 17 марта 1845 года произведён был в генералы от инфантерии.
Умер барон Р. Ф. Розен в Санкт-Петербурге 22 сентября (4 октября) 1848 года, на 68-м году жизни, и похоронен на Троицком кладбище в Старом Петергофе.
Барон Розен был женат на баронессе Наталии Христиановне урождённой фон Рот, от брака с которой имел трёх дочерей: Ольгу, Александру и Софию.